# Leo contra todos
Leo contra todos fue un concurso juvenil de televisión, emitido por La 2 de Televisión española en 1984. Se programaba semanalmente los jueves a las 20 horas.

## Formato
Con una estética futurista ambientada en una nave espacial, similar a la de su predecesor Destino Plutón, el programa enfrentaba a diez chicos de entre catorce y diecisiete años (estudiantes de BUP y COU) en una competición sobre preguntas de cultura general. Los adolescentes se enfrentaban a un ordenador llamado Leo y debían de adivinar una palabra de la que solo conocían la inicial y su definición. Por otro lado, había también pruebas físicas como carreras de sacos. El programa contaba con una mascota: un robot llamado CJ con similitud evidente con R2D2 de Star Wars. Además, había participación de los espectadores desde sus casas mediante llamadas telefónicas y actuaciones musicales, (entre otros Luis Miguel, Azúcar Moreno y Olé Olé.
Estuvo presentado, en una primera etapa por Rita Irasema y en los últimos programas por José María Comesaña. Dirección de Carmelo José Barrera y guiones de Felipe Santiuste.
El coste del programa ascendía a 62.444 pesetas por minuto, el más caro de la programación infantil de TVE en el año 1984, por detrás tan solo de Barrio Sésamo.